# دیکسون (ایلینوی)
دیکسون، ایلینوی (به انگلیسی: Dixon, Illinois) یک شهر در ایالات متحده آمریکا با جمعیت ۱۵٬۷۳۳ نفر است که در ایلی‌نوی واقع شده‌است.

## موقعیت جغرافیایی
موقعیت جغرافیایی شهرها و مناطق اطراف به شرح زیر است: